# Urodzony Białym
Urodzony Białym – tytuł trzeciego albumu zespołu Honor z 1993 roku. W 2004 płyta została wznowiona.

## Lista utworów
1. „Urodzony Białym”
2. „Oblicze zbrodni”
3. „Ostatni bunt”
4. „Pieśń przywiana przez wiatr”
5. „Obcy prąd”
6. „Ulice grudnia”
7. „Zdradzona ziemia”
8. „Skrzydła walki”

## Twórcy
- Mariusz Szczerski – śpiew, słowa
- Olaf Jasiński – gitara, gitara basowa, muzyka, słowa
- Piotr Marcinowski – perkusja
- Marcin Zep – oprawa graficzna